# جو استورک
جو استورک یک فعال سیاسی آمریکایی و معاون مدیریت بخش خاورمیانه و شمال آفریقا در دیده‌بان حقوق بشر است. او دارای مدرک کارشناسی ارشد در امور بین‌الملل و مطالعات خاورمیانه از دانشگاه کلمبیا نیویورک است.

## حرفه
قبل از سال ۱۹۹۶ و پیوستن وی به دیده‌بان حقوق بشر، استورک در سال ۱۹۷۱ پروژه تحقیقاتی و اطلاعاتی خاورمیانه را تأسیس کرد و تا سال ۱۹۹۵ سردبیر نشریه برجسته آن، گزارش خاورمیانه بود. او به عنوان یک داوطلب سپاه صلح در ایران خدمت کرد. جو در حال حاضر به عنوان رئیس کمیته آزادی آکادمیک انجمن مطالعات خاورمیانه خدمت می‌کند و در کمیته‌های مشورتی کمیته خدمات دوستان آمریکایی، سیاست خارجی در کانون و پروژه دیده‌بان درآمد عراق در موسسه جامعه باز حضور دارد.
مشارکت استورک با پروژه تحقیقاتی و اطلاعاتی خاورمیانه و فعالیت‌های ضد اسرائیلی، پیش از پیوستن وی به دیدبان حقوق بشر، او را مورد انتقاد قرار داده‌است. معاریو گزارش داد که استورک در دهه ۱۹۷۰ یک «چپ رادیکال» بود. بر اساس گزارش معاریو، استورک مقاله ای در ستایش کشتار مونیخ نوشت و در کنفرانس ضدصهیونیستی به میزبانی صدام حسین در سال ۱۹۷۶ شرکت کرده‌است. کنت راث، مدیر اجرایی دیده‌بان حقوق بشر، از استورک دفاع کرده و گفته‌است که این رویدادها سی سال پیش رخ داده‌است و او بعداً به منتقد سرسخت حسین تبدیل شد.

## کتاب و سایر نشریات
- پاک شده در یک لحظه: حملات انتحاری بمب‌گذاری علیه غیرنظامیان اسرائیلی، دیده‌بان حقوق بشر، ۲۰۰۲.شابک ‎۱-۵۶۴۳۲-۲۸۰-۷
- (با جوئل بینین، ویراستاران) اسلام سیاسی: یک خواننده، آی بی تاوریس، ۱۹۹۶.شابک ‎۹۷۸−۱۸۶۰۶۴۰۹۸۸شابک 978-1860640988
- (با جوئل بینین، ویراستاران) اسلام سیاسی: مقالاتی از "گزارش خاورمیانه"، انتشارات دانشگاه کالیفرنیا، ۱۹۹۶.شابک ‎۹۷۸−۰۵۲۰۲۰۴۴۸۵شابک 978-0520204485
- نفت خاورمیانه و بحران انرژی، چاپ ماهانه بررسی، ۱۹۷۵